# Knoopgroep
In de knopentheorie, een deelgebied van de topologie, is een knoop een inbedding van een cirkel in een 3-dimensionale Euclidische ruimte. De knoopgroep van knoop K wordt gedefinieerd als de fundamentaalgroep van het knoopcomplement van K in R3, 
{\displaystyle \pi _{1}(\mathbb {R} ^{3}\backslash K)}.
Andere conventies beschouwen knopen als te zijn ingebed in de 3-sfeer, in welk geval de knoopgroep de fundamentaalgroep van zijn knoopcomplement in S'3 is.

## Eigenschappen
Twee gelijkwaardige knopen hebben isomorfe knoopgroepen. De knoopgroep is dus een knoopinvariant en kan worden gebruikt om onderscheid te maken tussen niet gelijkwaardige knopen. Dit komt doordat een gelijkwaardigheid tussen twee knopen een zelfhomeomorfisme van {\displaystyle \mathbb {R} ^{3}} dat isotoop is aan de identiteit die de eerste knoop overvoert in de tweede. Het homeomorfisme beperkt zich duidelijk tot een homeomorfisme van het knoopcomplement van de knoop en induceert daarom een isomorfisme in de fundamentaalgroep van het knoopcomplement. Het is echter wel zo dat twee knopen isomorfe knoopgroepen kunnen hebben zonder noodzakelijkerwijs gelijkwaardig te zijn (zie hieronder voor een voorbeeld).
De abelianisering van een knoopgroep is altijd isomorf aan de oneindige cyclische groep Z; dit is zo omdat de abelianisering overeenkomt met de eerste homologiegroep, die relatief eenvoudig kan worden berekend.
De knoopgroep (of fundamentaalgroep van een georiënteerde schakel kan door gebruik te maken van een relatief eenvoudig algoritme worden berekend in de Wirtinger-presentatie

## Voorbeeld
- De triviale knoop heeft een knoopgroep isomorfisme op {\displaystyle Z}.
- De klaverbladknoop heeft een knoopgroep die isomorf is aan de vlechtgroep {\displaystyle B_{3}}. Deze groep heeft presentatie

{\displaystyle \langle x,y\mid x^{2}=y^{3}\rangle } of {\displaystyle \langle a,b\mid aba=bab\rangle }.
- Een {\displaystyle (p,q)}-torusknoop heeft een knoopgroep met presentatie

{\displaystyle \langle x,y\mid x^{p}=y^{q}\rangle }.
- De cijfer-8-knoop heeft een knoopgroep met presentatie

{\displaystyle \langle x,y\mid x^{-1}yxy^{-1}xy=yx^{-1}yx\rangle }